# Карл Густаф Гелльквіст
Карл Густаф Гелльквіст (швед. Carl Gustaf Hellqvist; 1851-1890) — один з найобдарованіших шведських живописців XIX століття . 

## Біографія
Карл Густаф Гелльквіст народився 15 грудня 1851 у невеликому шведському містечку Кунгсер. 
Спершу навчався художній майстерності у Стокгольмській академії мистецтв, а після закінчення в ній курсу з великою золотою медаллю був відправлений за кордон для подальшого вдосконалення. 
Працював в Парижі і Мюнхені, потім з художньої метою здійснив кілька подорожей по Німеччині, Бельгії, Італії, Норвегії . 
Протягом двох з половиною років (1886-1888) стояв на чолі однієї з навчально-живописних майстерень при Берлінській академії мистецтв і в останні роки жив, уже зовсім хворий, в Мюнхені, де і помер 19 листопада 1890 року  . 
Гелльквіст чудово писав портрети, пейзажі і особливо сцени історичного жанру в дусі Генріха Лейса, чудові стільки ж за драматизмом композиції і силі вираження, скільки і за смаком виконання  .

## Галерея

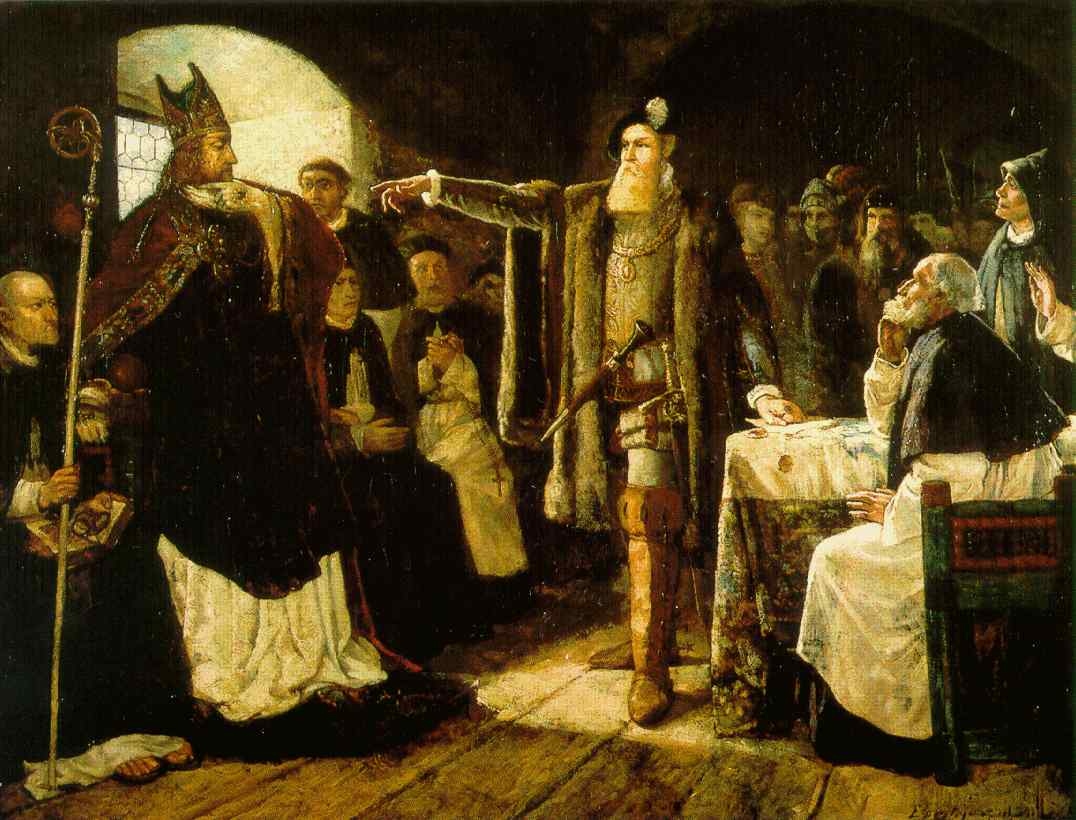
Собор єпископів в Вестеросі
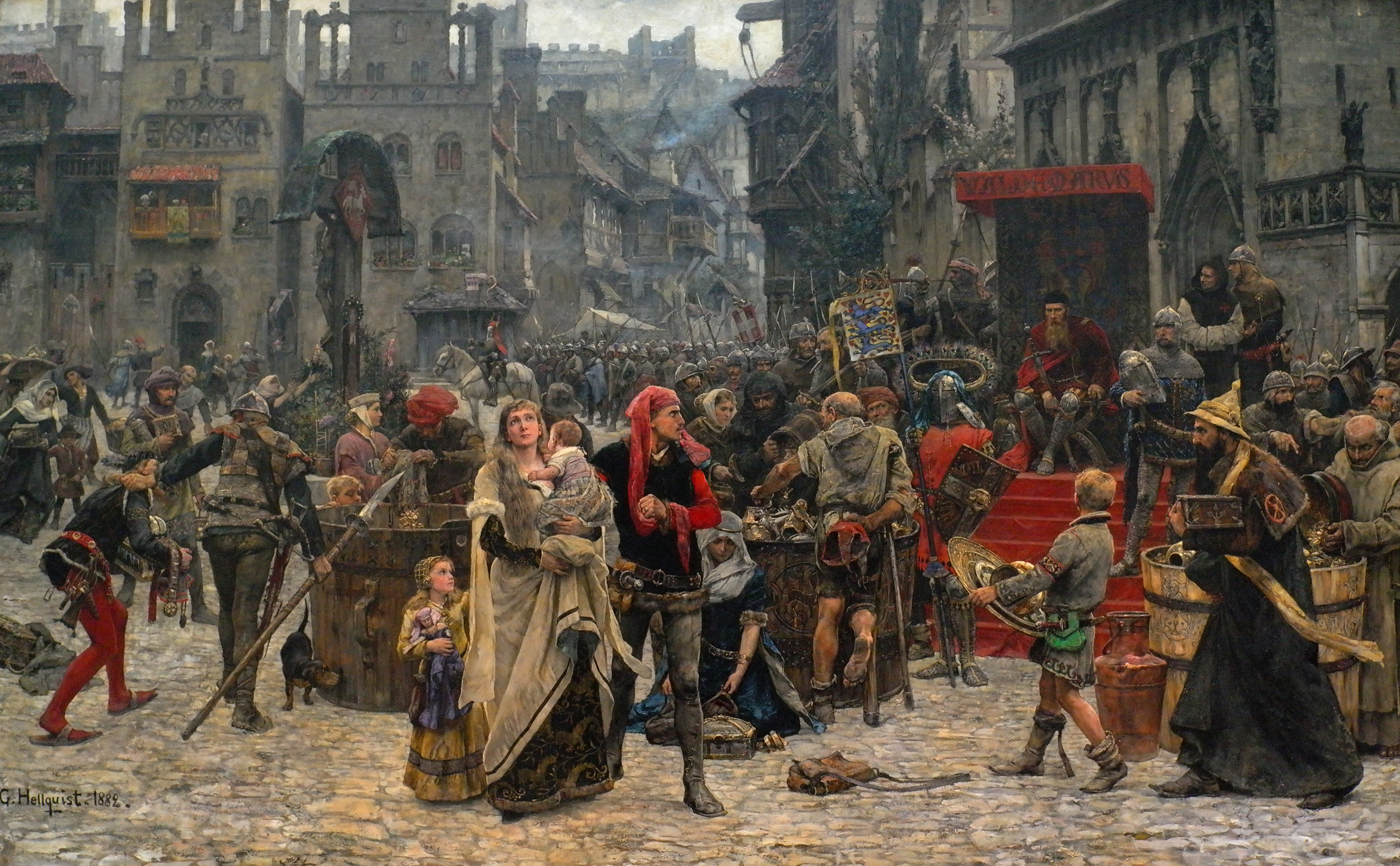
Вальдемар Аттердаг збирає данину c жителів Вісбю
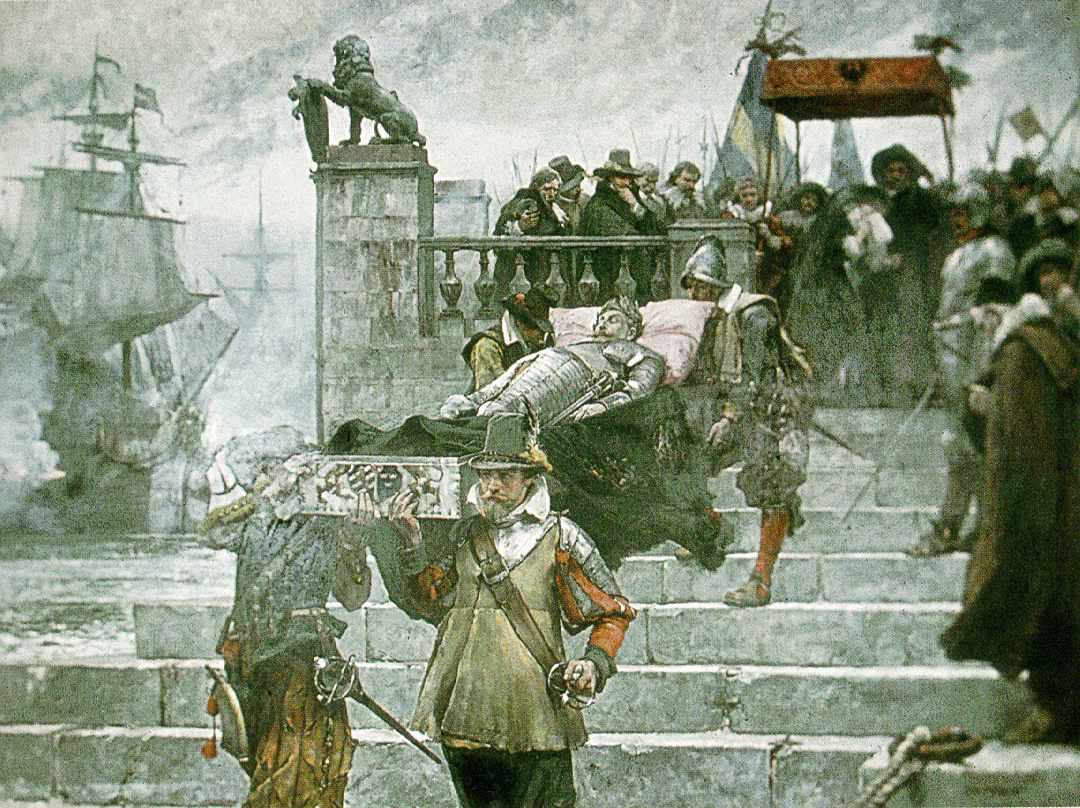
Відправлення тіла Густафа-Адольфа на кораблі з Вальгастської гавані
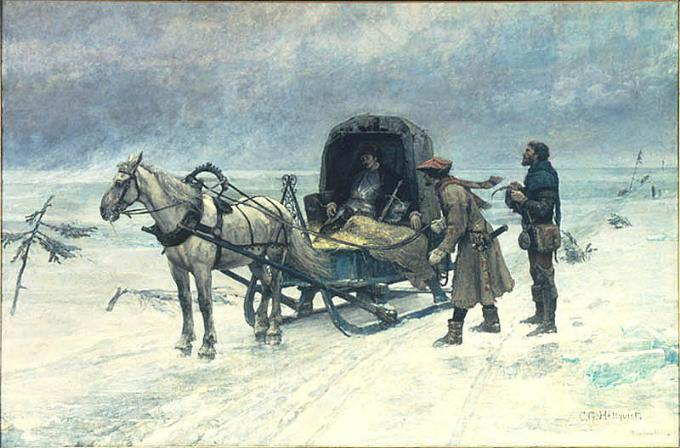
Смерть Стіна Стуре Молодшого на льоду озера Меларен
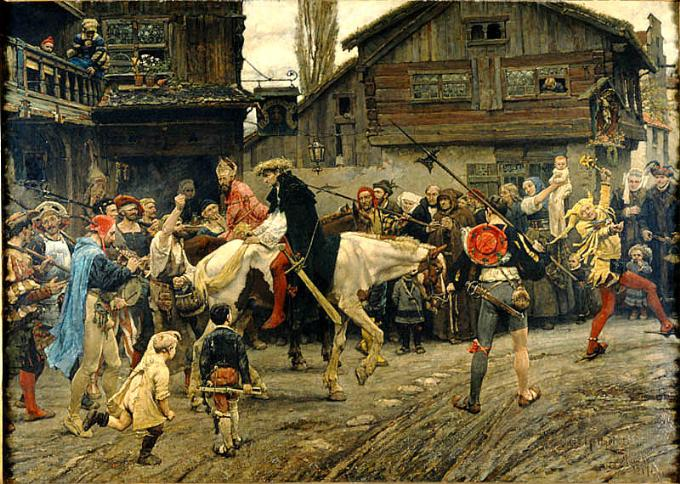
Ганебний в'їзд Петера Суннанведера і майстри Кнута в Стокгольмі
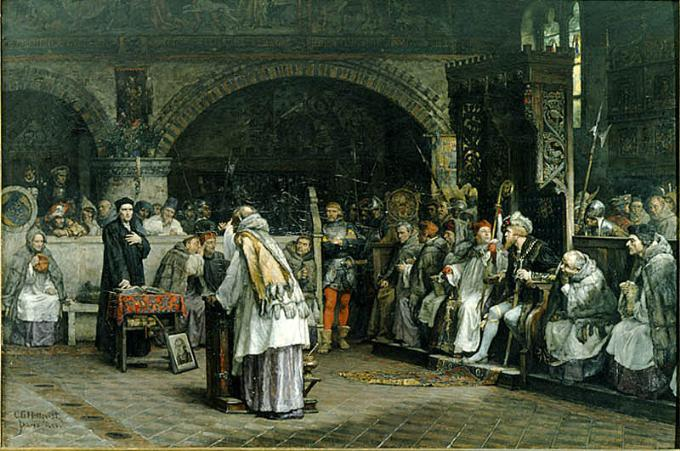
Теологічна суперечка Олауса Петрі і Педера Галле
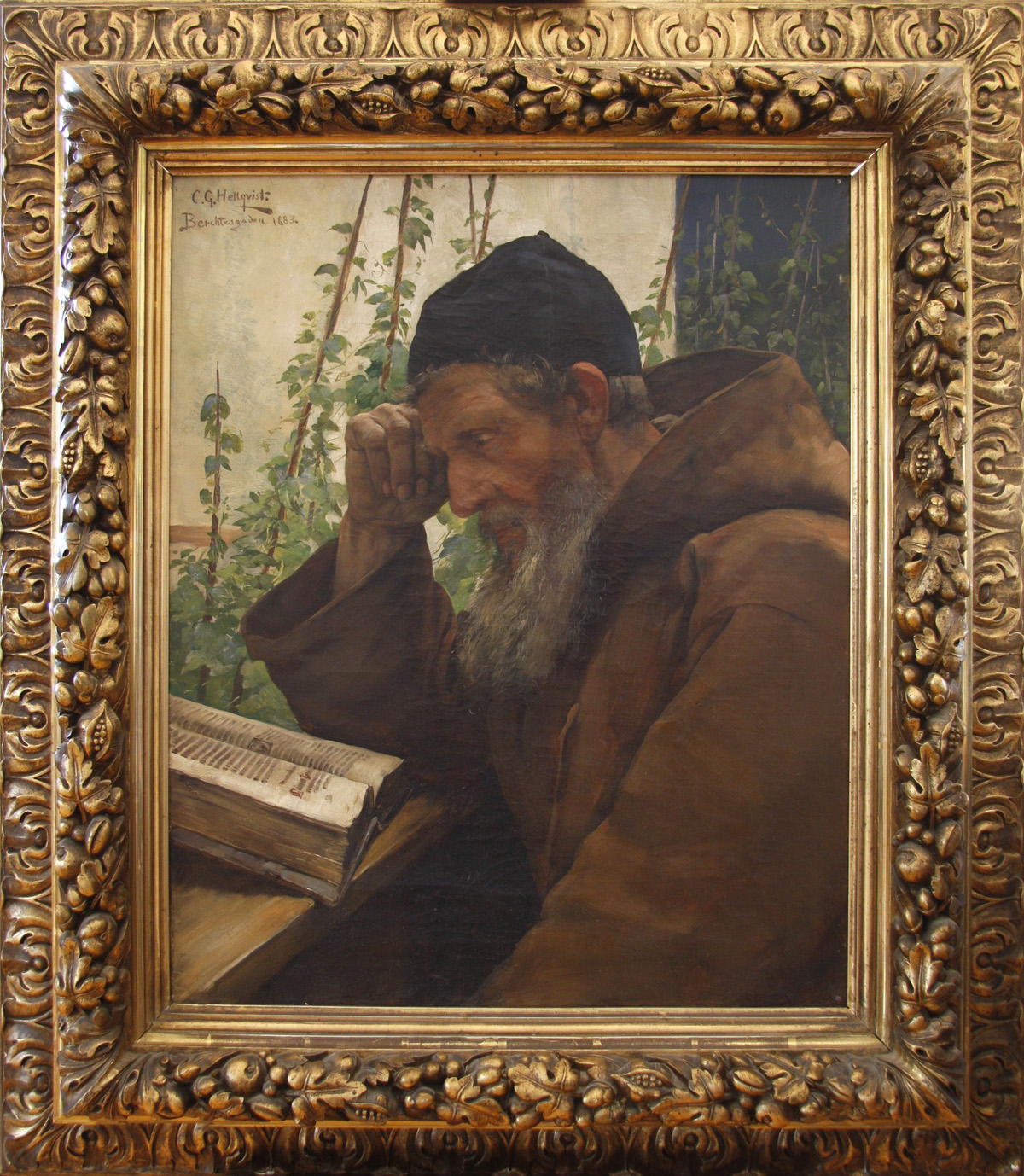
Монах за вивченням Біблії